# War & Peace
A War and Peace Lukács Peta első önálló stúdióalbuma. Az albumon szereplő 90s Nights című daláért maga Joe Satriani is megdicsérte.[forrás?]

## Közreműködtek
- Lukács Péter – gitár, basszusgitár, billentyűs hangszerek, programozás
- Borlai Gergő – dob
- Csongor Bálint – ének (11.dal)
- Nagy János – zongora (8.dal)
- Pacziga Linda – ének (1.,4.,6. dal)
- Tóth Gergő – ének (4. dal)
- Völgyesi Gabi – ének (13. dal)

## Számok listája
1. Because Of You
2. War And Peace
3. 90's Nights
4. It Deeply Hurts
5. Recollection
6. Funny
7. Grief
8. Slow Down
9. Prayer
10. I Had A Friend
11. Waltz
12. Compliment
13. Melletted